# Crach
Crach (en francès habitualment anoment Crac'h, en bretó Krac'h) és un municipi francès, situat a la regió de Bretanya, al departament d'Ar Mor-Bihan. L'any 2006 tenia 3.233 habitants.

## Demografia
| 1962                                       | 1968  | 1975  | 1982  | 1990  | 1999  |  |
| ------------------------------------------ | ----- | ----- | ----- | ----- | ----- |  |
| 1.903                                      | 1.928 | 2.001 | 2.535 | 2.762 | 3.030 |  |
| Des de 1962: població sense dobles comptes |       |       |       |       |       |  |

## Administració
| Període   | Identitat            | Partit |
| --------- | -------------------- | ------ |
| 2001-2005 | René Le Méné         |        |
| 2005-     | Jean-Loïc Bonnemains |        |